# Фридрих (граф Нассау-Вейльбурга)
Фридрих Нассау-Вейльбургский (нем. Friedrich von Nassau-Weilburg; 26 апреля 1640, Мец — 8 сентября 1675) — граф Нассау-Вейльбурга в 1655—1675 годах.

## Биография
Фридрих Нассау-Вейльбургский происходил из вальрамской ветви Нассауского дома. Отец — Эрнст Казимир Нассау-Вейльбургский (1607—1655), мать — Анна Мария Сайн-Витгенштейн-Гахенбургская (1610—1656). Фридрих родился и провёл первые годы жизни в Меце, куда его семья бежала в Тридцатилетнюю войну. По окончании войны графская семья вернулась на родину, где Фридрих пришёл к власти после смерти отца в 1655 году. Некоторое время находился под опекой дяди Иоганна Нассау-Идштейнского. Женившись в 1663 году стал полноправным правителем Нассау-Вейльбурга.
В 1672 году Нассау-Вейльбург оказался втянутым в Голландскую войну, в 1675 году граф Нассау-Вейльбурга умер после неудачного падения с коня. Опека над его детьми была возложена на графа Иоганна Людвига Нассау-Отвейлерского.

## Семья
26 мая 1663 года Фридрих женился на Кристиане Елизавете Сайн-Витгенштейн-Гомбургской (1646—1678), дочери графа Эрнста Сайн-витгенштейн-Гомбургского (1599—1649). У супругов родились:
- Иоганн Эрнст (1664—1719), женат на Марии Поликсене Лейнинген-Гартенбургской (1662—1725)
- Фридрих Вильгельм Людвиг (1665—1684), погиб под Будой
- Мария Кристиана (1666—1734)